# Savoia-Pomilio SP.2
Il Savoja-Pomilio SP.2 era un ricognitore armato monomotore biplano progettato dall'azienda italiana Fabbrica Aeroplani Ing. O. Pomilio e prodotto, oltre che dalla stessa, anche dalla Società Italiana Aviazione (SIA) negli anni dieci del XX secolo.
Secondo sviluppo della serie basata sul SIA 5, una versione modificata dell francese Farman MF.11 prodotto su licenza in Italia, venne utilizzato dai reparti del Corpo Aeronautico Militare del Regio Esercito durante la prima guerra mondiale.

## Tecnica
L'SP.2 riprendeva la configurazione dei suoi predecessori, monomotore in configurazione spingente con configurazione alare biplana, struttura a doppia trave di coda e carrello fisso.

### Impiego operativo
La 38ª Squadriglia nasce sugli S.P.2 il 16 dicembre 1916 ed il 27 febbraio diventa operativa con 3 S.P.2.
La 39ª Squadriglia nasce sugli S.P.2 nel gennaio 1917.
La 40ª Squadriglia diventa operativa il 12 marzo sugli S.P.2.
La 37ª Squadriglia nella primavera 1917 transita su 7 SP.2 arrivati da febbraio ad aprile.
La 102ª Squadriglia riceve 2 S.P.2 nel febbraio 1917 e nel settembre 1918 ne ha 4.
La 107ª Squadriglia riceve 2 S.P.2 nel febbraio 1917 e nell'ottobre 1917 riceve una Sezione di S.P.2 con cannoncino.
La Sezione Difesa Jesi inizia a riceverli dal febbraio 1917.
La 74ª Squadriglia nel mese di marzo 1917 incomincia a passare su 3 Savoia-Pomilio SP.2, come anche la 21ª Squadriglia, 24ª Squadriglia, 31ª Squadriglia e la 26ª Squadriglia bis nell'aprile 1917 dispone di 9 S.P.2.
La 41ª Squadriglia inizia a riceverli dopo il 10 aprile 1917 ed a maggio ne ha 5 e la 23ª Squadriglia diventa operativa dal 10 aprile con 10 S.P.2.
La 103ª Squadriglia transita su S.P.2 nel maggio 1917 e la 35ª Squadriglia Bis dal 9 maggio 1917.
La 101ª Squadriglia riceve gli S.P.2 nella primavera 1917 mantenendone uno fino al 4 novembre 1918.
La Sezione Difesa Bologna nasce su 4 S.P.2 e nell'aprile 1918 ne ha 5.
La 33ª Squadriglia bis nasce su S.P.2 e Savoia-Pomilio SP.3 da luglio 1917 e dal 14 settembre rimane solo con gli S.P.3.
La 28ª Squadriglia bis nasce su S.P.2 e S.P.3 dal 7 luglio 1917.
La 36ª Squadriglia bis diventa operativa su S.P.2 dal 27 luglio 1917.
All'Aeroporto di Napoli-Capodichino nel marzo 1918 nasce una Sezione di 2 SP.2 con cannoncino che il 30 aprile diventa 110ª Squadriglia.
La 109ª Squadriglia ne riceve alcuni nella primavera 1918.
La 301ª Squadriglia ne ha una Sezione nel giugno 1918.
La 304ª Sezione ne riceve 2 nel giugno 1918 ed al 15 settembre ne ha 4.
La 105ª Squadriglia dispone di 8 S.P.2 al 15 settembre 1918.

#### Primati
Francesco Brach Papa, pilota collaudatore della SIA, partendo dall'aeroporto di Torino-Mirafiori, il 26 luglio 1916 raggiunse, ai comandi di un SP.2, la quota di 6 000 m stabilendo il nuovo record mondiale di tangenza massima raggiunta da un velivolo, primato da lui stesso ribattuto il 14 dicembre 1917, raggiungendo la quota di 7 000 m.

## Versioni
SP.2
versione di serie.
S.P.2 bis
versione equipaggiata con un cannone FIAT-Revelli da 25,4 Mod. 1917 (calibro 25 × 87 mm).
S.P.2 bimotore
versione equipaggiata con una coppia di motori e rimasta allo stadio progettuale. Dimensioni: lunghezza 3,88 m, apertura alare 17,20 m, lunghezza 10,0 m.

## Utilizzatori
Italia
- Corpo Aeronautico Militare